# Franck Idumbo Muzambo
Franck Idumbo Muzambo (23 juni 2002) is een Belgisch voetballer die onder contract ligt bij Oud-Heverlee Leuven.

## Clubcarrière
In 2017 ruilde Idumbo samen met zijn drie jaar jongere broer Stanis de jeugdopleiding van Club Brugge voor die van KAA Gent. In 2021, het jaar dat zijn broer Stanis de jeugdopleiding van Gent verliet voor die van AFC Ajax, nam ook Franck afscheid van Gent. In juli 2021 ging hij op de proef bij FC Eindhoven, maar uiteindelijk versierde hij er geen contract. Uiteindelijk belandde hij pas in 2022 bij de beloften van KV Mechelen.
In datzelfde jaar 2022 sloot Idumbo zich aan bij Oud-Heverlee Leuven, waar hij aanvankelijk aansloot bij het tweede elftal in Eerste nationale. Op 8 april 2023 maakte hij zijn officiële debuut in het eerste elftal van de club: in de competitiewedstrijd tegen KV Mechelen (4-1-zege) liet trainer Marc Brys hem in de 70e minuut invallen.

## Clubstatistieken
| Seizoen         | Club                    | Land            | Competitie       | Competitie | Competitie | Beker | Beker | Supercup | Supercup | Europees | Europees | Totaal | Totaal |
| Seizoen         | Club                    | Land            | Competitie       | Wed.       | Dlp.       | Wed.  | Dlp.  | Wed.     | Dlp.     | Wed.     | Dlp.     | Wed.   | Dlp.   |
| --------------- | ----------------------- | --------------- | ---------------- | ---------- | ---------- | ----- | ----- | -------- | -------- | -------- | -------- | ------ | ------ |
| 2022/23         | Oud-Heverlee Leuven U23 | Vlag van België | Eerste nationale | 16         | 3          | —     | —     | —        | —        | —        | —        | 16     | 3      |
| 2022/23         | Oud-Heverlee Leuven     | Vlag van België | Eerste klasse A  | 1          | 0          | 0     | 0     | —        | —        | —        | —        | 1      | 0      |
| Carrière totaal | Carrière totaal         | Carrière totaal | Carrière totaal  | 17         | 3          | 0     | 0     | 0        | 0        | 0        | 0        | 17     | 3      |

Bijgewerkt op 20 juni 2023.

## Interlandcarrière
Idumbo nam in 2019 met België –17 deel aan het EK –17 in Ierland. In de eerste groepswedstrijd tegen Tsjechië kwam hij niet in actie, drie dagen later mocht hij in de 3-0-zege tegen Griekenland in de 62e minuut invallen voor Chris Kalulika. Ook in het 1-1-gelijkspel tegen Ierland kwam hij niet in actie. Daarna mocht hij zowel in de kwartfinale tegen Nederland (0-3-nederlaag) als in de wedstrijd voor de vijfde plaats tegen Hongarije (1-1, verloren na strafschoppen) invallen. 